# Ga đường sắt Slade Green
Nhà ga Slade Green nằm trong Khu Bexley của Luân Đôn, nằm ở phía đông nam của Luân Đôn, thuộc tuyến North Kent. Nhà ga cách London Charing Cross khoảng 15 dặm 30 chain (24,7 km).
Nhà ga được xây dựng vào năm 1900 để phục vụ một cộng đồng đang phát triển tại khu vực này. Ban đầu, nhà ga có tên là "Slades Green", nhưng cho đến năm 1953, tên của nhà ga được đổi thành "Slade Green". Trước đây, có một đoạn đường ngang có rào chắn băng qua đường ray ở phía nam của nhà ga, nhưng sau đó cả đoạn đường ngang lẫn phòng điều khiển tín hiệu đều bị đóng khi hệ thống tín hiệu của tuyến được nâng cấp vào tháng 11 năm 1970. Tính đến năm 2019, nhà ga và các chuyến tàu phục vụ tại đây do hai công ty là Southeastern và Thameslink vận hành.

## Dịch vụ
Những dịch vụ tại nhà ga Slade Green do Southeastern và Thameslink vận hành, họ sử dụng các dòng tàu điện động lực phân tán như: Class 376, 465, 466, 700 và 707.
Dịch vụ tàu ngoài giờ cao điểm bao gồm:
- Tần suất 2 chuyến mỗi giờ đến London Charing Cross
- Tần suất 4 chuyến mỗi giờ đến London Cannon Street (trong đó có 2 chuyến đi qua Greenwich và 2 chuyến đi qua Lewisham)
- Tần suất 2 chuyến mỗi giờ đến Luton đi qua Greenwich
- Tần suất 2 chuyến mỗi giờ đến Barnehurst, sau đó quay lại London Cannon Street, đi qua Bexleyheath và Lewisham
- Tần suất 2 chuyến mỗi giờ đến Dartford
- Tần suất 2 chuyến mỗi giờ đến Rainham đi qua Chatham

Ngoài ra, vào giờ cao điểm, còn có các chuyến tàu bổ sung, bao gồm các chuyến đi và đến London Cannon Street thông qua Sidcup, cũng dừng tại ga này.
| Ga trước | National Rail | National Rail                                         | National Rail | Ga sau |
| --- | ------------- | ----------------------------------------------------- | ------------- | --- |
| Abbey WoodHướng đi [[Ga Bản mẫu:S-line/National Rail left/Thameslink\|Bản mẫu:S-line/National Rail left/Thameslink]] |               | ThameslinkTuyến North Kent                            |               | DartfordHướng đi [[Ga Bản mẫu:S-line/National Rail right/Thameslink\|Bản mẫu:S-line/National Rail right/Thameslink]]       |
| ErithHướng đi [[Ga Bản mẫu:S-line/National Rail left/Southeastern\|Bản mẫu:S-line/National Rail left/Southeastern]]  |               | SoutheasternTuyến North Kent                          |               | DartfordHướng đi [[Ga Bản mẫu:S-line/National Rail right/Thameslink\|Bản mẫu:S-line/National Rail right/Thameslink]]       |
| ErithHướng đi [[Ga Bản mẫu:S-line/National Rail left/Southeastern\|Bản mẫu:S-line/National Rail left/Southeastern]]  |               | SoutheasternTuyến Bexleyheath                         |               | BarnehurstHướng đi [[Ga Bản mẫu:S-line/National Rail right/Southeastern\|Bản mẫu:S-line/National Rail right/Southeastern]] |
| ErithHướng đi [[Ga Bản mẫu:S-line/National Rail left/Southeastern\|Bản mẫu:S-line/National Rail left/Southeastern]]  |               | SoutheasternTuyến vòng DartfordChỉ trong giờ cao điểm |               | CrayfordHướng đi [[Ga Bản mẫu:S-line/National Rail right/Southeastern\|Bản mẫu:S-line/National Rail right/Southeastern]]   |

## Kết nối
Các tuyến xe buýt London số 89, 99, 428 và tuyến chạy đêm N89 phục vụ tại nhà ga.